# Dunaj (Pologne)
Pour les articles homonymes, voir Dunaj.
Dunaj (prononciation : [ˈdunai̯]) est un village polonais de la gmina de Stupsk dans le powiat de Mława de la voïvodie de Mazovie dans le centre-est de la Pologne.
Il se situe à environ 8 kilomètres au sud-ouest de Stupsk (siège de la gmina), 15 kilomètres au sud de Mława (siège du powiat) et à 96 kilomètres au nord-ouest de Varsovie (capitale de la Pologne).
Le village compte approximativement une population de 450 habitants en 2006.

## Histoire
De 1975 à 1998, le village appartenait administrativement à la voïvodie de Ciechanów.